# Arrope de chañar

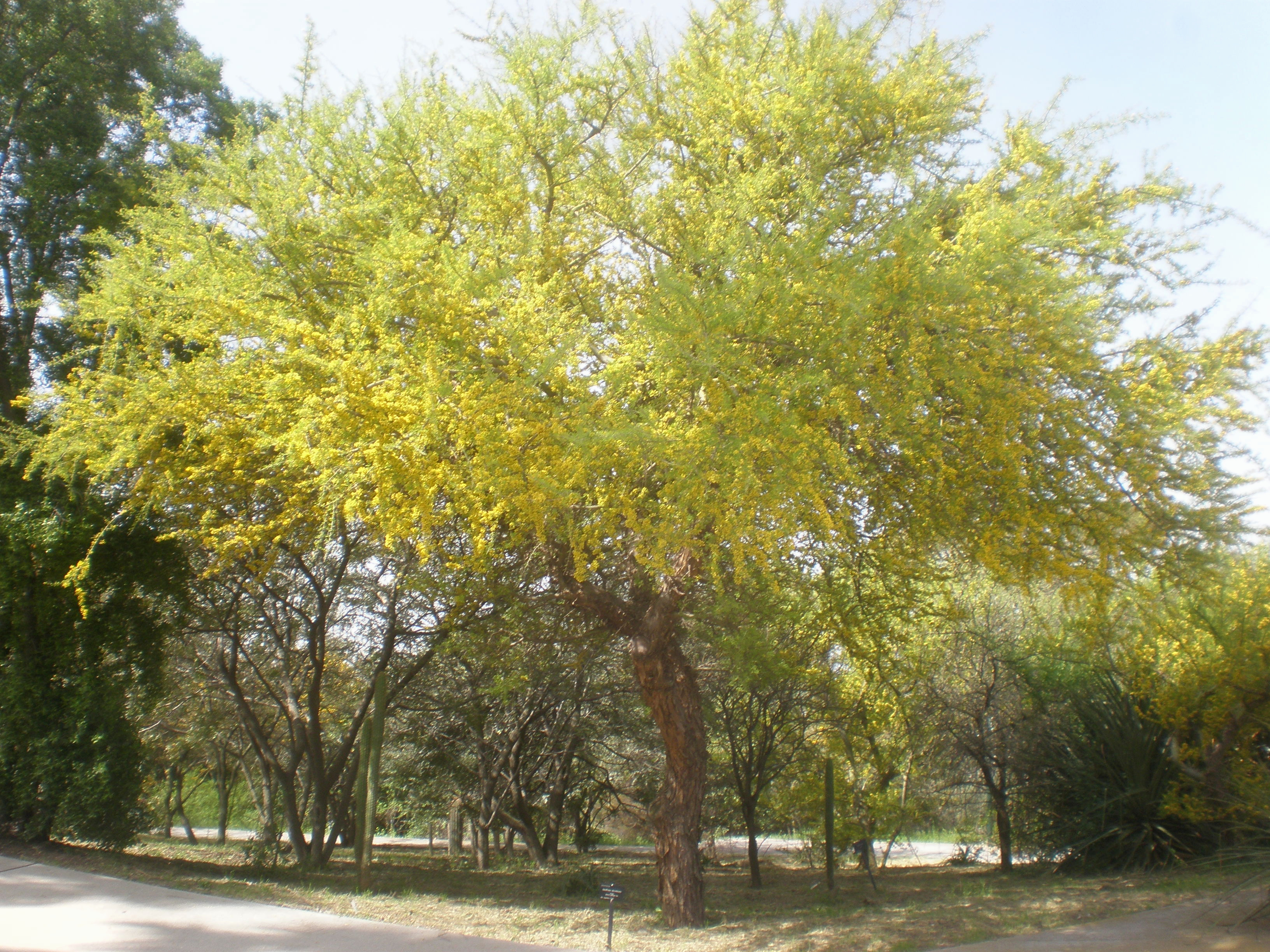
Árbol de chañar

El arrope de chañar es un jarabe ampliamente difundido en las regiones secas del centro y norte de Argentina, desde la provincia de Jujuy hasta el norte de la Patagonia. También se lo puede encontrar en la Región Atacama (Chile). Es un producto proveniente de la fruta del árbol de chañar. Es una especie de miel vegetal, que se le atribuye para aliviar el asma, tos y gripe,  se obtiene en la cocción de los frutos del chañar. 

## Elaboración
El arrope de chañar es una bebida dulce y espesa, se elabora en base a la deshidratación parcial al fuego directo hasta llegar una caramelizarían de los azúcares, se obtiene un tipo de jarabe. Es una forma tradicional de los pueblos de la zona para obtener un dulce, parecido a una mermelada. Se elabora en base al frutal árbol de Chañar que es parecido a una aceituna en color y porte, sus ingredientes son agua, azúcar y chañar. Se estima que con una cocción del fruto de 15 horas de  6 a 7 kilos de frutos se obtiene ¼ de botella.
Se sirve frío y es para acompañar a diferentes productos tales como tragos, tortas, flanes, mousses, jaleas y diferentes postres o carnes donde se agrega como una salsa.

## Arrope como remedio
Los lugareños usan el arrope de chañar para tratar diferentes malestares tales como el asma, tos y gripe gracias a sus propiedades de efecto expectorante, antitusivo, antiinflamatorio y analgésico.